# اضوع (يريم)

تعديل مصدري - تعديل

اضوع محلة تابعة لقرية بيت ربيد، التابعة لعزلة بني عمر بمديرية يريم إحدى مديريات محافظة إب في الجمهورية اليمنية.، بلغ تعداد سكانها 141 حسب تعداد اليمن لعام 2004.